# Chiesa della Santissima Trinità (Segonzano)
La chiesa della Santissima Trinità è la parrocchiale di Stedro, frazione del comune sparso di Segonzano in Trentino. Rientra nella zona pastorale di Mezzolombardo dell'arcidiocesi di Trento e risale forse al XII secolo o a un periodo precedente.

## Storia

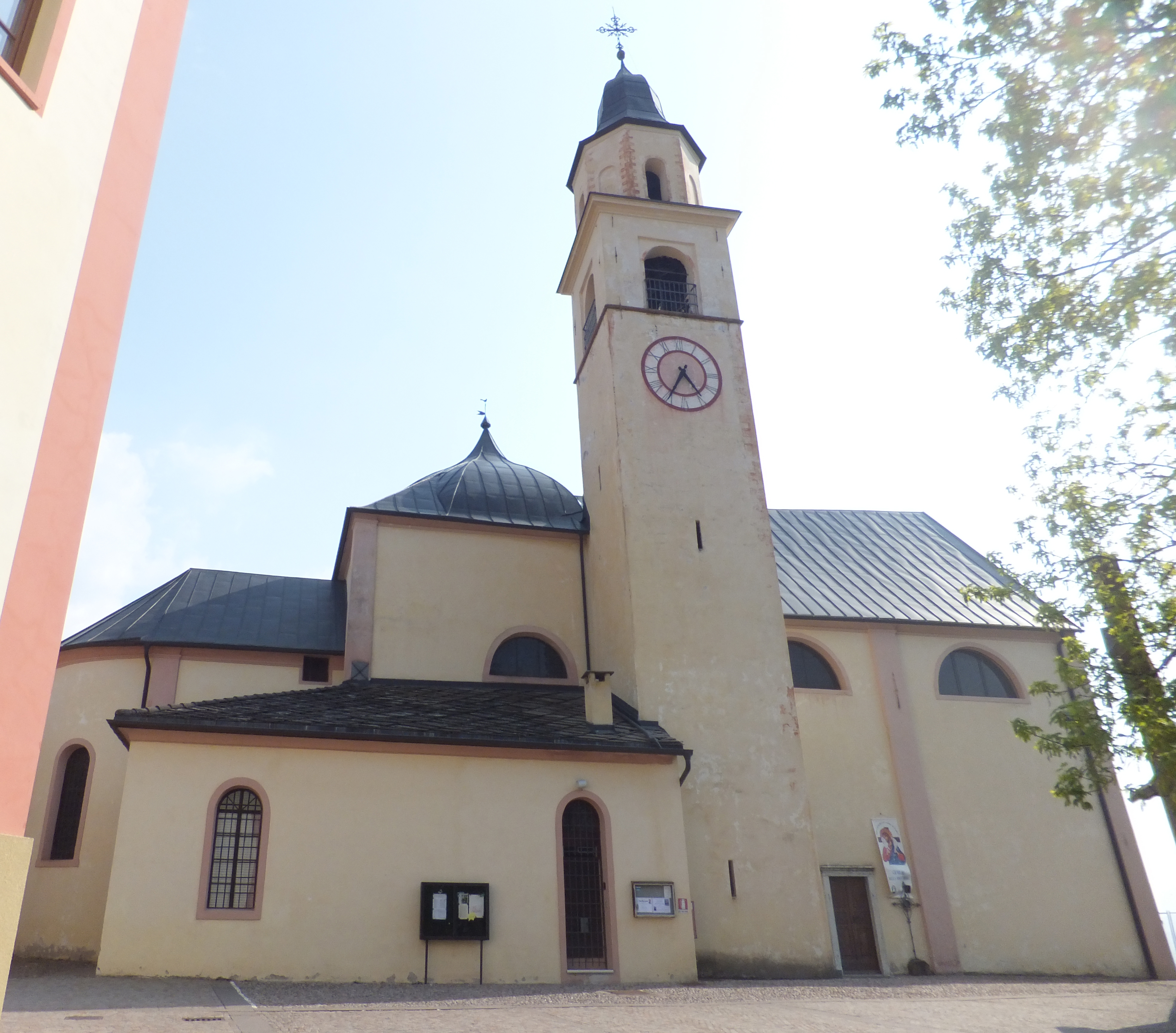
Vista della fiancata sinistra e del campanile

La prima attestazione dell'esistenza della chiesa risale al 1348, ma grazie a scavi archeologici effettuati nel 1977 sono state ritrovate tracce di una precedente struttura, databile forse al XII secolo o addirittura al X (o anche di due strutture distinte, l'una successiva all'altra). La cappella originale, in stile romanico, era dedicata al Santo Salvatore o al Santo Spirito: essa venne completamente demolita fra il 1468 e il 1469, e riedificata in stile gotico.

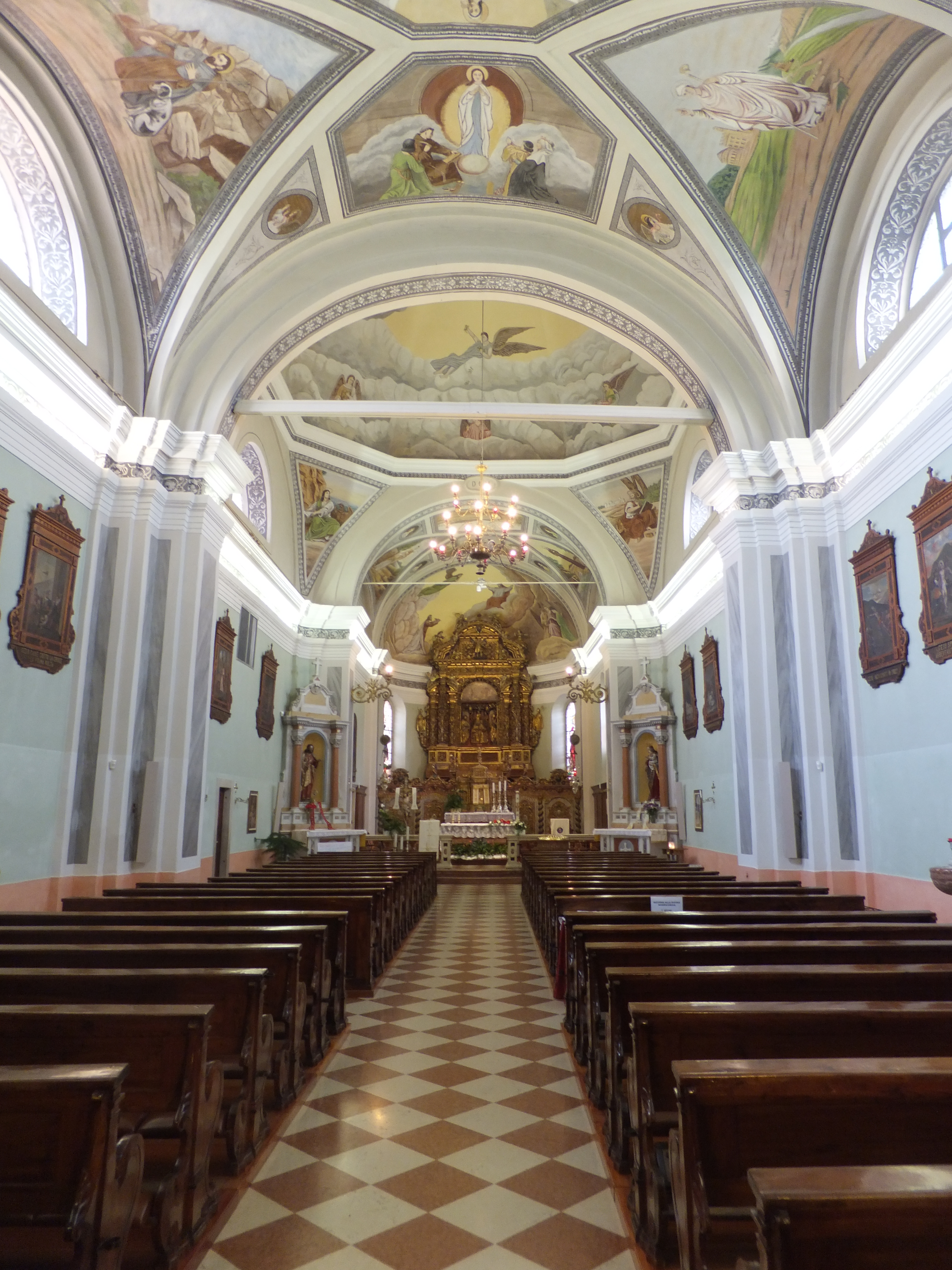
Interno della chiesa

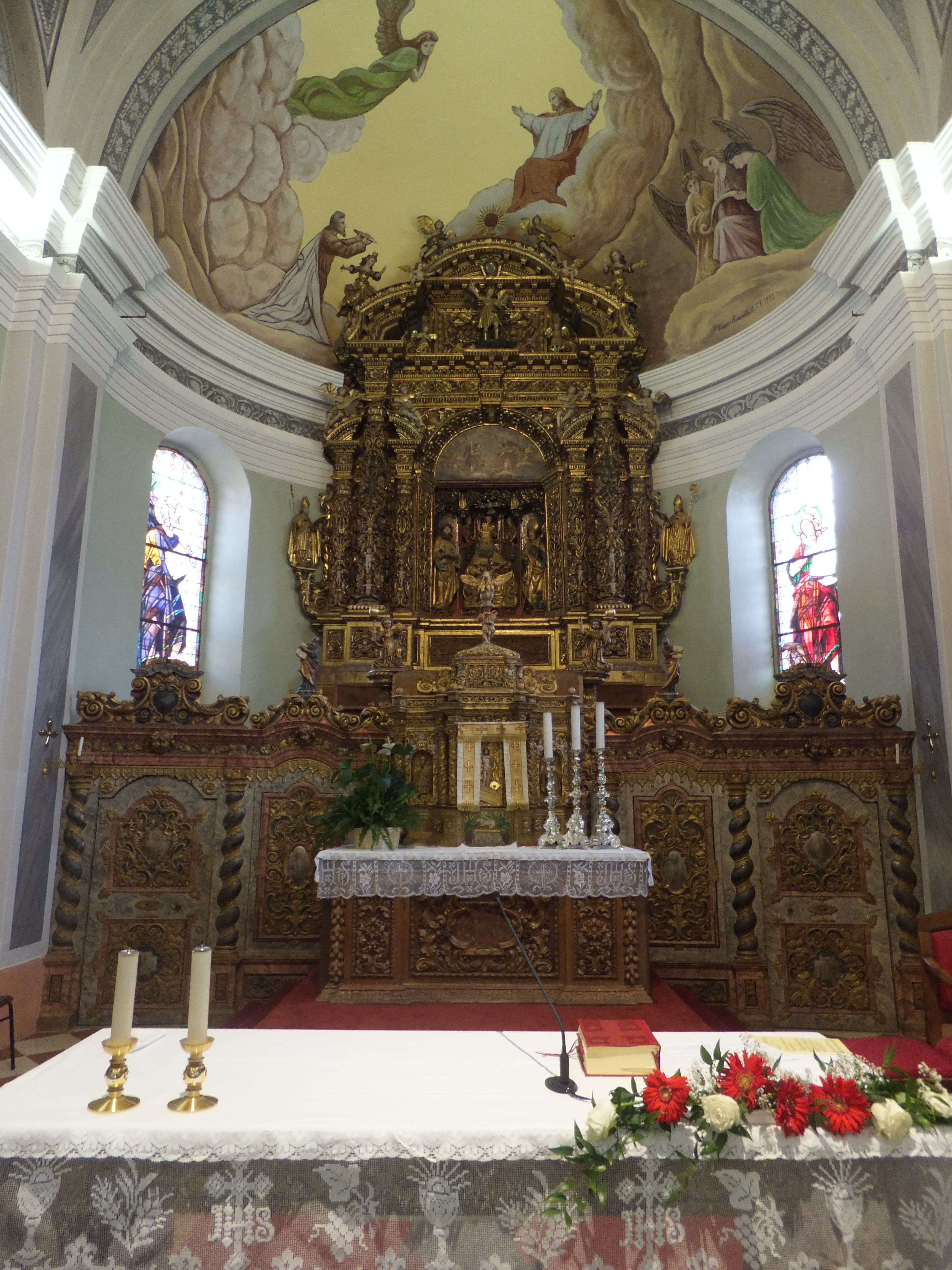
Altare maggiore e mensa al popolo posta con i lavori di adeguamento liturgico.

La nuova costruzione, consacrata il 1º settembre del 1499, venne dedicata alla santissima Trinità ed eretta a curazia; di questo edificio si sa che aveva una sagrestia, un ossario e un ballatoio in controfacciata su cui era stato posto un organo, oltre che delle decorazioni che vennero rimosse dopo il 1632 perché giudicate "non conformi".
Anche questa seconda chiesa, di cui ora sopravvivono solo la facciata e la fiancata destra, venne in gran parte ricostruita dopo il 1710, quando, durante una visita pastorale, venne osservato che era troppo piccola. I lavori di ricostruzione dell'edificio principale terminarono nel 1738, ma lavori collaterali andarono avanti per diversi anni ancora, con l'aggiunta della sagrestia, l'erezione del campanile nel 1744 e la posatura della pavimentazione dopo il 1749, anno in cui avvenne la consacrazione, e infine con l'ampliamento del presbiterio nel 1888. 
La chiesa venne danneggiata dal terremoto del Friuli del 1976, e fu sottoposta a lavori di restauro e scavi archeologici l'anno seguente.

## Descrizione
La chiesa è situata su un terrazzamento naturale che si staglia a picco sulla Val di Cembra.

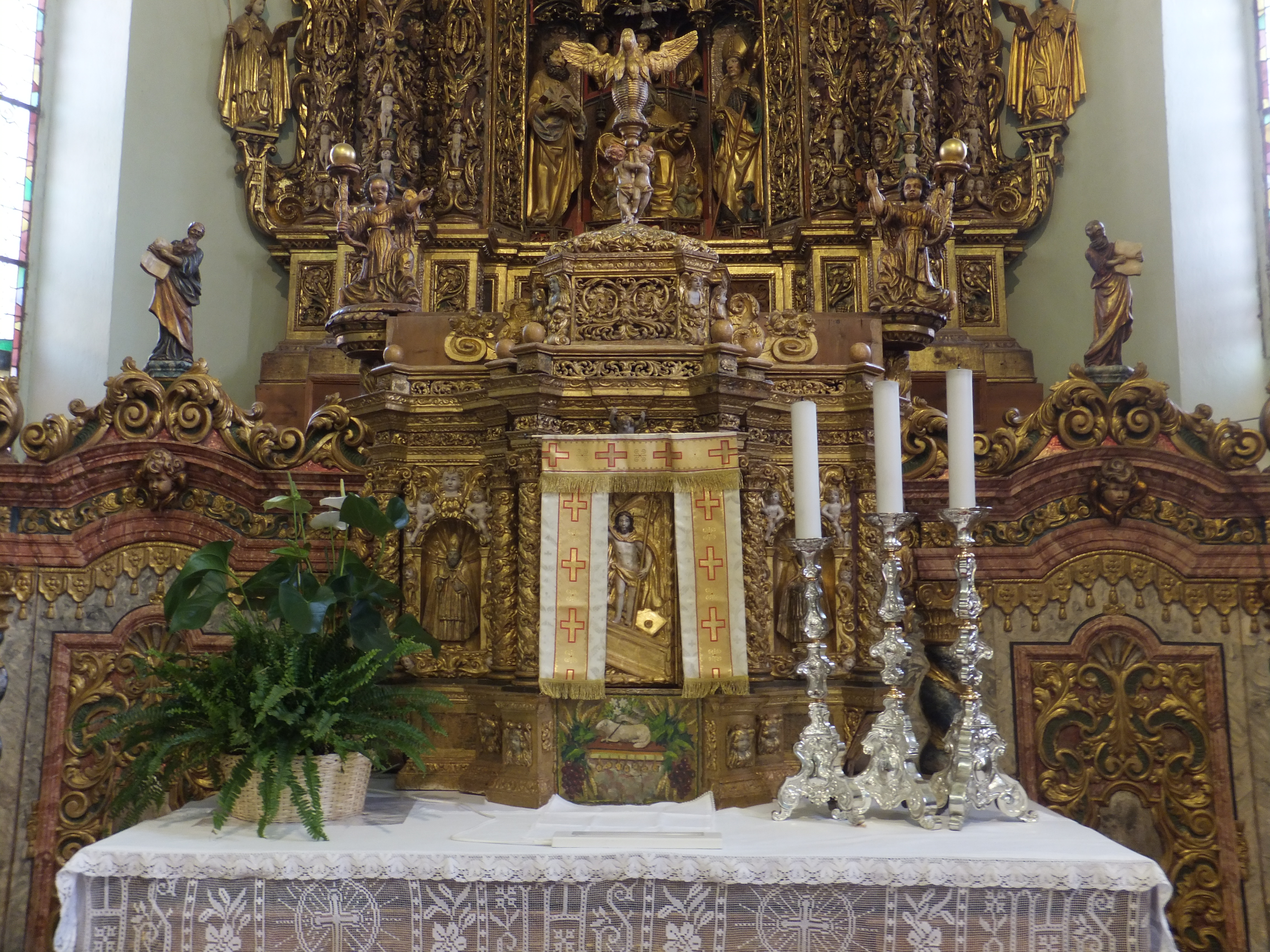
Il tabernacolo con Cristo risorto

### Esterno
La facciata, chiusa tra due contrafforti angolari, è piuttosto spoglia, bucata solo dal portone e da due piccole finestre rettangolari in basso, e da un foro a forme di croce in alto. Ciascuna delle due facciate, intervallata da due lesene ciascuna, è bucata da tre alte finestre a lunetta e da un ingresso laterale; nella prima campata della facciata destra c'è inoltre una monofora archiacuta murata, risalente alla chiesa gotica medievale. Altre tre monofore, con vetrate colorate, decorano il presbiterio, due a sinistra e una a destra.
Contro la facciata sinistra sono addossati la sacrestia e il campanile, con cella a monofore e sormontato da un tamburo ottagonale, anch'esso con monofore (quattro aperte e quattro cieche, alternate).

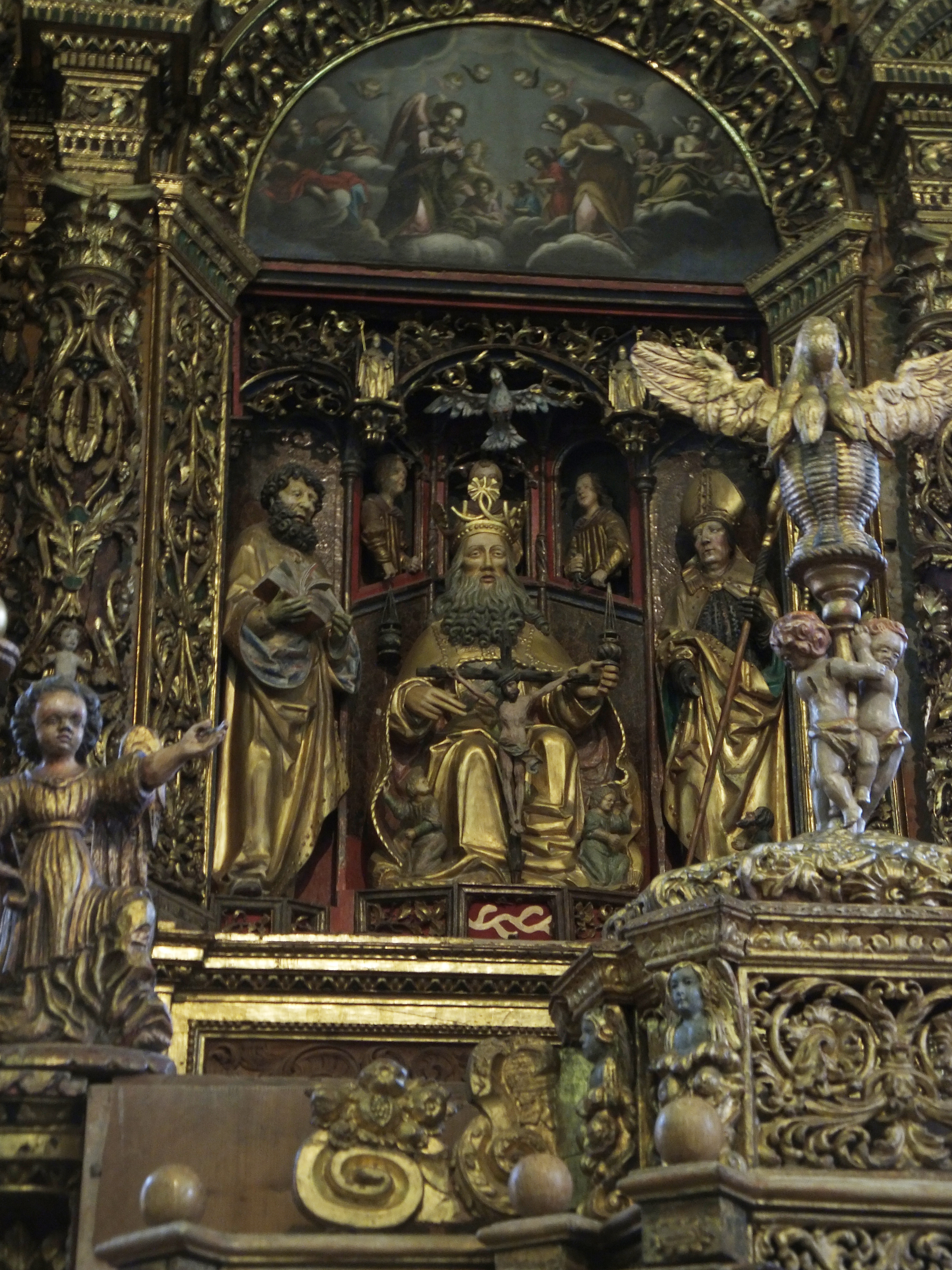
Le figure che decorano il centro dell'altare maggiore: Dio che sostiene Cristo crocifisso, e i santi Agostino (sinistra) e Valentino (destra)

Il cortile intorno alla chiesa è servito da cimitero fino al 1849, quando è stato spostato a poca distanza.

### Interno
La chiesa è a navata unica, suddivisa in tre campate la terza delle quali, rialzata, forma una cupola ottagonale, che originariamente fungeva da presbiterio; il nuovo e attuale presbiterio, che si apre dopo l'arco santo alla fine della cupola, è stato aggiunto alla struttura nel 1888. Sopra l'ingresso è costruita una balconata in legno che ospita l'organo.
Gli affreschi della cupola e della volta, raffiguranti rispettivamente la Trinità e svariati santi, sono stati realizzati nel 1922 dal frate francescano Nazario Barcatta (1872-1933). Nel presbiterio è inoltre appesa una tela di Giovanni Battista Rovedata, raffigurante la Madonna del Rosario con i santi Domenico e Caterina da Siena e le anime del Purgatorio.

#### Altari
L'interno è dominato da un grande altare maggiore in stile barocco; il tabernacolo dorato risale al 1520, e raffigura Cristo che esce dal sepolcro affiancato da vescovi e angeli; le porte del coro che contornano l'altare sono invece della prima metà del 1700. Al centro della pala si trova uno scrigno tardogotico di metà 1400, raffigurante Dio padre che tiene in mano il crocifisso, san Valentino e sant'Agostino; lo scrigno è inserito in un complesso barocco del 1663, composto da varie colonne, figure e decorazioni e sormontato dall'arcangelo Michele che tiene la bilancia.
In chiesa vi sono anche due altari laterali, dedicati alla Madonna del Rosario e a san Bartolomeo, patrono di Segonzano.